# Lioré et Olivier LeO 45
Lioré-et-Olivier LeO 45 là một loại máy bay ném bom hạng trung của Pháp được sử dụng trong Chiến tranh thế giới II. Nó được làm hoàn toàn bằng kim loại, có càng đáp thu vào được và lắp 2 động cơ 1.100 hp Hispano-Suiza. Sau chiến tranh, nó còn được sử dụng cho đến tận tháng 9 năm 1957.

## Biến thể
LeO 45.01
LeO 451.01
LeO 451
LeO 451C
LeO 451E
LeO 451T
LeO 453
LeO 454
LeO 455
LeO 455Ph
LeO 456 (LeO 451M)
LeO 458

## Quốc gia sử dụng
Pháp
- Không quân Pháp
- Aviation Navale
- Air France

 Chính phủ Vichy
- Không quân Chính phủ Vichy

 Đức
- Luftwaffe

 Ý
- Regia Aeronautica

 United States
- Không quân Lục quân Hoa Kỳ

## Tính năng kỹ chiến thuật (LeO 451)
Aircraft Profile 173

### Đặc điểm riêng
- Tổ lái: 4
- Chiều dài: 17,17 m (56 ft 4 in)
- Sải cánh: 22,52 m (73 ft 11 in)
- Chiều cao: 5,24 m (17 ft 2 in)
- Diện tích cánh: 66 m² (710 ft²)
- Trọng lượng rỗng: 7.530 kg (16.600 lb)
- Trọng lượng cất cánh tối đa: 11.398 kg (25.130 lb)
- Động cơ: 2 × Gnome-Rhône 14N-48 / Gnome-Rhône 14N-49 hoặc Gnome-Rhône 14N-38 / Gnome-Rhône 14N-39 hoặc Gnome & Rhône 14N-46 / Gnome-Rhône 14N-47, 790 kW (1.060 hp) mỗi chiếc

### Hiệu suất bay
- Vận tốc cực đại: 495 km/h
- Vận tốc hành trình: 420 km/h (225 knots, 260 mph)
- Tầm bay: 2.900 km (1.565 nm, 1.800 mi)
- Trần bay: 9.000 m (29.530 ft)

### Vũ khí
- 1 pháo Hispano-Suiza HS.404 20 mm
- 2 súng máy MAC 1934 7,5 mm (0.295 in)
- 1.568 kg (3.457 lb) bom